# Władysław Kotromanić
Władysław Kotromanić (ur. ?, zm. 1354 r.) – regent banowiny Bośni od 1353 r.

## Życiorys
Młodszy syn bana Stefana I Kotromana i Jelisavety. Ożenił się z Jeleną Šubić, z którą miał troje dzieci Tvrtko I, Vuka i Katarzynę.
W latach 1323–1331 był koregentem Bośni razem ze swoim starszym bratem Stefanem II. Położył wtedy podwaliny pod niepodległość kraju. Po śmierci Stefana II sprawował rządy w imieniu swojego niepełnoletniego syna Tvrtko I.
Zmarł w 1354 r.